# Sigmundur Sighvatsson
Sigmundur Sighvatsson (n. 885) fue un caudillo vikingo de Hålogaland, reinos vikingos de Noruega, que emigró como colono a Islandia donde tuvo su hacienda en Bolstadir. Como personaje histórico aparece citado en la saga de Njál, y la saga Flóamanna. No se conoce mucho más de su vida en Noruega, pero parte de su descendencia adquiere cierto protagonismo en varias sagas nórdicas:
- Sigfús Sigmundsson (n. 918) de Breiðabólstaður í Fljótshlíð, Rangárvallasýsla, su hijo más joven, es un personaje secundario en la saga de Njál.[4]
- Rannveig (n. 914) se casó con Hamundur Gunnarsson.
- Mördur Sigmundsson
- Unna (n. 906), se casó con el goði Sæbjörn Hrafnsson, hijo del lögsögumaður Hrafn Hængsson.[5]
- Lambi Sigmundsson (n. 903).
- Þorgerður (n. 900).